# Rudziszki
Rudziszki (deutsch Raudischken, 1938 bis 1945 Raudingen) ist ein Dorf in der polnischen Woiwodschaft Ermland-Masuren und gehört zur Stadt- und Landgemeinde Węgorzewo (Angerburg) im Powiat Węgorzewski (Kreis Angerburg).

## Geographische Lage
Rudziszki liegt östlich der polnischen Landesstraße DK 63 im Nordosten der Woiwodschaft Ermland-Masuren im südöstlichen Bereich des Kreises Gerdauen, der in seiner größten Fläche heute zum Gebiet der Oblast Kaliningrad (Gebiet Königsberg (Preußen)) in Russland gehört. Die heutige Kreismetropole Węgorzewo (Angerburg) befindet sich 12 Kilometer in südöstlicher Richtung entfernt, während die einstige Kreisstadt Gerdauen (russisch Schelesnodoroschny) 24 Kilometer nordwestlich liegt.

## Geschichte
Raudischken wurde unter Dietrich von Schlieben (1605–1652) in der damals zu den Schliebenschen Besitzungen gehörenden Wildnis angelegt und 1627 erstmals urkundlich erwähnt und bestand aus dem Dorf und einem großen Gut.
Das Rittergut blieb bis 1771 im Besitz der Familie von Schlieben, als es Major Friedrich Casimir Freiherr von Funck kaufte. Seine Erben veräußerten das Gut, und nach mehreren Besitzerwechseln erwarb Eduard Hasford das Anwesen. Im Jahre 1895 betrug seine Fläche 756 Hektar. 1906 erstand es Otto von Below, dessen Familie bis 1945 Eigentümerin blieb.
Am 9. April 1874 wurde Raudischken Amtsdorf und damit namensgebend für einen Amtsbezirk im Kreis Gerdauen im Regierungsbezirk Königsberg der preußischen Provinz Ostpreußen.
Im Jahre 1910 erfolgte ein neobarocker Umbau des Gutshauses. Im gleichen Jahr betrug die Zahl der Einwohner in Raudischken 229. Im Ersten Weltkrieg erlitt das Herrenhaus starke Schäden, sie wurden jedoch bald von der nach der Flucht nach Pommern wieder zurückgekehrten Familie von Below behoben.
Am 30. September 1928 wurde der Gutsbezirk Raudischken in die Landgemeinde Sutzken (polnisch Suczki) eingegliedert und die Landgemeinde Sutzken in „Raudischken“ umbenannt. In den Jahren 1930 und 1931 erfolgte die Aufsiedlung des Gutsbesitzes, wobei der Besitzerfamilie das Herrenhaus mit Park und 20 Hektar Ackerland sowie etlichen Hektar Wald verblieb.

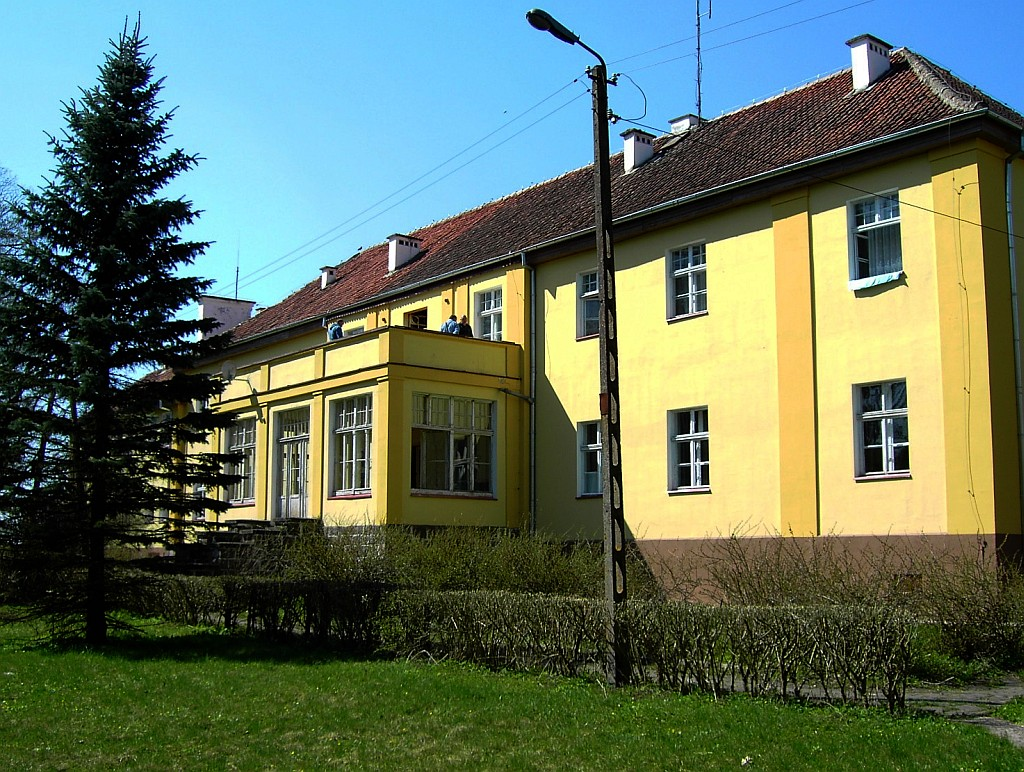
Rückseite des Herrenhauses Raudischken

Am 18. Mai 1930 wurde der Amtsbezirkssitz von Raudischken nach Reuschenfeld (polnisch: Ruskie Pole, nicht mehr existent) verlegt und der Name entsprechend in „Amtsbezirk Reuschenfeld“ verändert. Raudischken selbst wurde entsprechend der nationalsozialistischen Eindeutschungspolitik am 3. Juni (amtlich bestätigt am 16. Juli) 1938 in „Raudingen“ umbenannt. Die Zahl der Einwohner hatte sich nach 464 im Jahre 1933 auf 430 im Jahre 1939 verändert. Alle begaben sie sich am 19. Januar 1945 auf die Flucht, nicht allen gelang der beschwerliche Weg nach Westen.
In Folge des Krieges wurde Raudingen 1945 mit dem südlichen Ostpreußen ein Teil Polens in nur zwei Kilometer Entfernung von der polnisch-sowjetischen Staatsgrenze. Der Ort erhielt den polnischen Namen „Rudziszki“ und wurde Sitz eines Schulzenamtes (polnisch Sołectwo) für die Orte Łęgwarowo (Lingwarowen, 1938 bis 1945 Berglingen), Pasternak (Waldhof), Rudziszki, Suczki (Sutzken, 1938 bis 1945 Sutzen) und Zielony Ostrów (Bergenthal). Als Ortschaft ist Rudziszki heute in die Stadt- und Landgemeinde Węgorzewo im Powiat Węgorzewski eingegliedert, vor 1998 zur Woiwodschaft Suwałki, seither zur Woiwodschaft Ermland-Masuren zugehörig.
Das Gutshaus Raudischken/Raudingen hat den Zweiten Weltkrieg nahezu unbeschadet überstanden. Es wurde zunächst als Haus des Grenzschutzes genutzt, danach war es eine Trinkerheilanstalt. Bei dem Wiederaufbau nach einem Brand im Jahre 1950 wurde das ursprüngliche Mansardendach durch ein Walmdach ersetzt. Heute befindet sich hier ein Heim für geistig Behinderte. Auch andere Häuser und landwirtschaftliche Gebäude im Dorf sind erhalten, darunter die – allerdings vom Verfall bedrohte – achteckige  Schmiede.

### Amtsbezirk Raudischken (1874–1930)
Nahezu 56 Jahre lang war Raudischken Amtsdorf. Ursprünglich gehörten vier Dörfer zu seinem Amtsbezirk, am Ende waren es noch zwei, die dann dem Amtsbezirk Reuschenfeld (polnisch: Ruskie Pole, nicht mehr existent) zugeordnet wurden:
| Deutscher Name                                                     | Polnischer Name | Bemerkungen                                                                         |
| ------------------------------------------------------------------ | --------------- | ----------------------------------------------------------------------------------- |
| Raudischken 1938–1945: Raudingen                                   | Rudziszki       | 1928 in die Landgemeinde Sutzken eingemeindet, die in „Raudischken“ umbenannt wurde |
| Reuschenfeld                                                       | Ruskie Pole     |                                                                                     |
| Sutzken 1938–1945: Sutzen                                          | Suczki          | 1928 in „Raudischken“ umbenannt                                                     |
| Wilhelmssorge                                                      | Garschino       | 1928 nach Reuschenfeld eingemeindet                                                 |
| Nach Bildung des Amtsbezirks entstanden und eingegliedert: Waldhof | Pasternak       | 1928 nach Reuschenfeld eingemeindet                                                 |

Bei der Überführung des Amtsbezirks Raudischken in den Amtsbezirk Reuschenfeld gehörten nur noch die beiden Gemeinden Raudingen und Reuschenfeld dazu.

## Kirche

### Evangelisch
Die Bevölkerung Raudischkens resp. Raudingens war bis 1945 fast ausnahmslos evangelischer Konfession. Sie war in das Kirchspiel der heute in russischem Gebiet gelegenen Kirche in Nordenburg (russisch Krylowo) eingepfarrt, die zum Kirchenkreis Gerdauen in der Kirchenprovinz Ostpreußen der Kirche der Altpreußischen Union gehörte. Due nur noch wenigen evangelischen Kirchenglieder heute in Rudziszki sind der Kirchengemeinde in Węgorzewo (Angerburg) zugeordnet, einer Filialgemeinde der Pfarrei in Giżycko (Lötzen) in der Diözese Masuren der Evangelisch-Augsburgischen Kirche in Polen.

### Katholisch
Die vor 1945 wenigen Katholiken gehörten zur Pfarrei St. Bruno in Insterburg (heute russisch Tschernjachowsk) im Dekanat  Tilsit (russisch: Sowetsk) im Bistum Ermland. Heute ist die Mehrheit der Einwohner Rudziszkis katholischer Konfession. Sie sind jetzt Teil der Pfarrei St. Josef in Węgielsztyn (Engelstein), die im nahegelegenen Perły (Perlswalde) eine Filialkirche und in Rudziszki selbst eine Spitalkirche unterhält. Die Pfarrei gehört zum Dekanat Węgorzewo im Bistum Ełk (Lyck) der Römisch-katholischen Kirche in Polen.

## Verkehr
Rudziszki liegt unweit der polnischen Landesstraße DK 63 (ehemalige deutsche Reichsstraße 131) zwischen Perły (Perlswalde) und der polnisch-russischen Staatsgrenze, für die eine Grenzübergangsstelle geplant ist. Außerdem führt ein Landweg vom Nachbardorf Suczki (Sutzken, 1938 bis 1945 Sutzen) hierher.
Eine Bahnanbindung besteht nicht mehr. Bis 1945 war Reuschenfeld (polnisch Ruskie Pole) die nächste Bahnstation an der Bahnstrecke Königsberg–Angerburg. Sie wird seit 1945 nicht mehr betrieben, der Reuschenfelder Bahnhof 1945 in „Ruskie Pole“, 1948 dann in „Rudziszki“ umbenannt.

## Persönlichkeiten
- Gotthilf August von Maltitz (1794–1837), Schriftsteller in Berlin, Hamburg und Dresden